# 山陽特殊製鋼倒産事件
山陽特殊製鋼倒産事件（さんようとくしゅせいこうとうさんじけん）とは、1965年に山陽特殊製鋼が倒産した際、同社経営陣が粉飾決算していたことが明らかになった経済事犯。

## 事件の概要
山陽特殊製鋼株式会社は資本金73.3億円で上場していた大手特殊鋼メーカーであったが、1965年3月6日に自主再建を断念、神戸地方裁判所姫路支部に会社更生法の適用を申請し倒産した。負債額は当時としては最悪の約500億円であった。倒産の直接の原因は、過剰な設備投資にあった。当時、大手の普通鋼メーカーが特殊鋼業界への進出を計画しており、同社はこれに対抗するべく多大な設備投資を行った。しかしオリンピック景気後の一時的な景気後退によって鉄鋼需要が低迷したため、投資を回収することができず、最終的に銀行からの融資を返済できなくなり、倒産へと至ったのである。
倒産をきっかけに、当時の経営陣が約70億円の粉飾決算を行っていたことが発覚。社長・荻野一ら役員7人が違法配当、ヤミ賞与を出したとして商法・証券取引法違反、詐欺罪、業務上横領罪で大阪地方検察庁特別捜査部（大阪地検特捜部）によって起訴された。さらに同社の役員14名に対し16億円を会社に賠償するよう裁判所から命令が出された。
倒産当時、常務であった上杉年一は、ほとんどの役員が解任される中、技術者であったため管財人より会社に残るよう指示され会社再建に尽力、後に社長になった。『華麗なる一族』の万俵鉄平や一之瀬工場長のモデルの一人である。

## 事件の影響
多くの関連企業や下請企業も連鎖倒産した。中小下請け会社の保護が政治問題になり、国会でも取り上げられた。そしてこの事件を契機に、会社更生法などが改正され、下請けの中小企業がもつ債権については優先的に弁済が受けられるようになった。さらに、監査制度の充実を図るため、証券取引法や公認会計士法等が改正され、連結決算制度が導入される遠因となった。また、清水一行の小説『殺人念書』は本事件を題材としている。更に山崎豊子の小説『華麗なる一族』でも本事件を重要なエピソードとして取り上げている。
なお、山陽特殊製鋼は1974年には会社更生に成功し（ドラマ版「華麗なる一族」第一作が同年に放送されている）、1980年には大証2部（1982年に1部銘柄に指定）に、1985年には東証1部に再上場を果たした。